# وجه البركة
وجه البركة كان خلال النصف الأول من القرن العشرين، منطقة الترفيه (أو منطقة الضوء الأحمر ) في القاهرة ، مصر .   وكانت البحيرة هي المكان الذي توجد فيه حي الأزبكية الآن. 

## الأحداث
في القرن التاسع عشر الميلادي مع توسع القاهرة، تطورت منطقة وجه البركة كمنطقة اتصال بين المنطقة الغنية حول بحيرة الأزبكية ووسط القاهرة المتوسع.[بحاجة لمصدر]يمتد الشارع من فندق بريستول إلى ساحة كلوت بك. 
في عام 1911، وُصِف الشارع بأنه "الأكثر خجلاً في القاهرة".  على جانب واحد كان هناك رواق به مقاهي أسفله. ومن ناحية أخرى كانت هناك منازل بها شرفات في الطوابق العليا. يقصد بها سيدات الليل يرتدين عباءات واهية يعرضن أنفسهن على الشرفات. نحو نهاية كلوت بك كان هناك سوق السمك، وهي منطقة قذرة بشكل خاص. 

### الحرب العالمية الأولى
في الحرب العالمية الأولى وقعت حوادث عنف في وجه البركة، بما في ذلك الحادثة الكبرى المعروفة باسم معركة الوزير .

### الحرب العالمية الثانية
أثناء الحرب العالمية الثانية ، أطلق الجنود على الشارع اسم "بيركا".  وأقام الجيش بيوت دعارة في الشارع كانت تحت سيطرة الهيئة الطبية.  تم إنشاء المراكز الطبية، المعروفة رسميًا باسم مراكز الوضوء الوقائي،  لمحاولة منع إصابة الجنود بالأمراض المنقولة جنسيًا في المنطقة،  وأشرفت الخدمات الطبية التابعة للجيش على الفحوصات الدورية للبغايا التي تم إجراؤها. من قبل السلطات المدنية. كان الشارع يحمل علامات تحذيرية على شكل صليب على خلفية بيضاء عند طرفيه. 
وبعد مقتل جنديين أستراليين في الشارع،  أغلقت السلطات مخيم بركة في مايو 1942. ألقى بعض القوات بالتهمة على الجنرال برنارد مونتغمري في الإغلاق لأنه كان يتمتع بسمعة طيبة باعتباره متشددًا.

## في الخيال
تبرز رواية وجه البركة في العديد من روايات الكاتب المصري نجيب محفوظ ، وخاصة في سلسلة ثلاثية . 
1. ↑  Moseley 1917، صفحة 206.
2. ↑  Dawson 1961، صفحة 33.
3. ↑  Tawfik & Ali 2018، صفحة 114.
4. 1 2 3  Sladen 1911.
5. 1 2 3  Richardson 2003، صفحة 130.
6. ↑  Thompson2010، صفحة 50.
7. ↑  Stout 1954، صفحة 599.
8. ↑  Bierman & Smith 2002، صفحة 42.
9. ↑  Stone, Andrew (4 أبريل 2009). "NZ's lost city in Egypt". نيوزيلاند هيرالد. مؤرشف من الأصل في 2023-11-05. اطلع عليه بتاريخ 2011-11-30.
10. ↑  Palmer et al 1990، صفحة 172.
11. ↑  Stone, Andrew (4 أبريل 2009). "NZ's lost city in Egypt". نيوزيلاند هيرالد. مؤرشف من الأصل في 2023-11-05. اطلع عليه بتاريخ 2011-11-30.

### فهرس
- Bierman, John; Smith, Colin (2002). The Battle of Alamein: Turning Point, World War II (بالإنجليزية). Viking. ISBN:978-0-670-03040-8.
- Dawson, W. D. (1961). 18 Battalion and Armoured Regiment (بالإنجليزية). War History Branch, Department of Internal Affairs.
- Flower, Raymond (2002). Napoleon to Nasser: The Story of Modern Egypt (بالإنجليزية). 1st Books. ISBN:978-0-7596-5393-1.
- Moseley, Sydney Alexander (1917). With Kitchener in Cairo (بالإنجليزية). Cassell, Limited.
- Palmer, Roy; et al. (1990). What a Lovely War: British Soldiers' Songs from the Boer War to the Present Day (بالإنجليزية). M. Joseph. ISBN:978-0-7181-3357-3.
- Richardson, Dan (2003). Egypt (بالإنجليزية). Rough Guides. ISBN:978-1-84353-050-3. Archived from the original on 2024-03-04.
- Sladen, Douglas Brooke Wheelton (1911). Oriental Cairo - The City of the Arabian Nights (بالإنجليزية). Jazzybee Verlag. ISBN:978-3-8496-5241-8. Archived from the original on 2024-03-04.
- Stout, Thomas Duncan MacGregor (1954). War surgery and medicine (بالإنجليزية). War History Branch, Dept. of Internal Affairs.
- Tawfik، Mennatallah Said؛ Ali، Sara Essam (27 نوفمبر 2018). ""Governance and Public Awareness" Dilemma in the Conservation of Heritage and Cultural Parks in Egypt". Resourceedings. ج. 1 ع. 2: 109. DOI:10.21625/resourceedings.v1i2.327.
- Thompson, Peter (2010). Anzac Fury: The Battle of Crete 1941 (بالإنجليزية). Random House Australia. ISBN:978-1-86471-560-6. Archived from the original on 2024-03-04.